# Bò Piemonte Bắc Mỹ
Bò Piemonte Bắc Mỹ (North American Piedmontese) là một giống bò thuộc nhóm bò thịt có nguồn gốc từ một đàn bò nhập khẩu được chọn lọc của giống bò Ý thuần chủng (bò Piemonte hoặc Razza bovina Piemontese). Dây chuyền sản xuất giống gốc được nhập khẩu lần đầu tiên từ Ý vào Canada năm 1979 và vào Hoa Kỳ vào đầu những năm 1980. Bò Piedmont được phân biệt bởi một gen xuất hiện tự nhiên duy nhất được xác định là đột biến alen myostatin, hoặc gen myostatin không hoạt động. Myostatin cấm tăng trưởng cơ bắp trong khi gen không hoạt động có tác dụng ngược lại. Piedmontese thuần chủng là đồng hợp tử, (2 bản sao), có nghĩa là chúng có hai alen giống hệt nhau hiện diện cho kiểu gen độc đáo này. 